# Улица Ивана Молявки
Улица Ивана Молявки (укр. Вулиця Івана Молявки) — улица в Новозаводском районе города Чернигова, исторически сложившаяся местность (район) Масаны. Пролегает от улицы Апрельская до тупика. 
Примыкают переулок Ивана Молявки и улица Трудовая.

## История
Современные улицы Ивана Молявки, Масановская и Трудовая села Масаны были обозначены на карте М-36-15-А 1929 года.
Улица Ворошилова — в честь российского революционера, Маршала Советского Союза, дважды Героя Советского Союза Климента Ефремовича Ворошилова — переименована, когда в декабре 1973 года село Масаны вошло в состав города Чернигова, поскольку в Чернигове уже была улица с данным названием. В апреле 1974 года улица получила название улица Фурманова — в честь советского писателя-прозаика, революционера, военного и политического деятеля  Дмитрия Андреевича Фурманова.
12 февраля 2016 года улица получила современное название — в честь черниговского городового атамана Ивана Харитоновича Молявки, согласно Распоряжению городского главы В. А. Атрошенко Черниговского городского совета № 46-р «Про переименование улиц и переулков города» («Про перейменування вулиць та провулків міста»).

## Застройка
Улица тянется в северо-западном направлении до административной границы Черниговского горсовета с Черниговским районом, дойдя до долины ручья, впадающего в реку Белоус делает поворот. На правом берегу ручья возле улицы расположен памятник археологии местного значения Поселение «Масаны-1» (частично расположен на территории Черниговского района) с охранным №2895. 
Парная и непарная стороны улицы заняты усадебной застройкой.
Учреждения: нет. 